# باشگاه فوتبال توشهاون
باشگاه فوتبال توشهاون (فارویی: Bóltfelagið 1936 Tórshavn) یک باشگاه فوتبال است که در توشهاون در جزایر فارو پایه‌گذاری شده است.